# روبرت سومرفيل
روبرت سومرفيل (بالإنجليزية: Robert Somerville)‏ هو مؤرخ أمريكي، ولد في 1940 في بيتسبرغ في الولايات المتحدة.